# Gloria Foster
Gloria Foster (* 15. November 1933 in Chicago, Illinois; † 29. September 2001 in New York City) war eine US-amerikanische Schauspielerin. Sie erlangte durch die Science-Fiction Filme The Matrix und The Matrix Reloaded, in denen sie den Charakter des Orakels spielte, große Berühmtheit.

## Leben
Foster gewann nach einer langen Karriere im Theater zwei Obie Awards für ihre Darstellungen in In White America und A Raisin in the Sun. Nebendarstellerin war sie in Fernsehserien wie Tennisschläger und Kanonen und Law & Order.
1967 heiratete sie den Schauspieler Clarence Williams III. 1984 ließen sie sich wieder scheiden.
Sie starb in New York City an den Folgen ihrer Diabetes-Erkrankung und wurde auf dem Kensico-Friedhof in Valhalla, New York beerdigt.

## Filmografie
Filme
- 1963: Die lässige Welt (The Cool World)
- 1964: Nichts als ein Mensch (Nothing But a Man)
- 1967: Die Stunde der Komödianten (The Comedians)
- 1970: Ein Engel names Levin (The Angel Levine)
- 1971: Man and Boy
- 1972: To All My Friends on Shore (Fernsehfilm)
- 1978: Top Secret (Fernsehfilm)
- 1984: Wo das Grauen lauert (House of Dies Drear, Fernsehfilm)
- 1987: Bill Cosby – Die Superkanone (Leonard Part 6)
- 1991: Gleichheit kennt keine Farbe (Separate But Equal, Fernsehfilm)
- 1991: Stadt der Hoffnung (City of Hope)
- 1993: Percy & Thunder – Der Preis des Siegens (Percy & Thunder, Fernsehfilm)
- 1999: Matrix (The Matrix)
- 2003: Matrix Reloaded (The Matrix Reloaded)

Fernsehserien
- 1968: Tennisschläger und Kanonen (I Spy, Fernsehserie, eine Folge)
- 1968: The Outcasts (Fernsehserie, eine Folge)
- 1969–1970: Twen-Police (Fernsehserie, zwei Folgen)
- 1970: Bill Cosby (The Bill Cosby Show, Fernsehserie, zwei Folgen)
- 1980: The White Shadow (Fernsehserie, eine Folge)
- 1983: American Playhouse (Fernsehserie, Folge The Files on Jill Hatch: Part I)
- 1985: The Atlanta Child Murders (Miniserie)
- 1987: Die Bill Cosby Show (The Cosby Show, Fernsehserie, Folge Hillman)
- 1992, 1997: Law & Order (Fernsehserie, zwei Folgen)
- 2000: Soul Food (Fernsehserie, eine Folge)